# Aromaforordningen
Aromaforordningen er en forordning, der drejer sig om vilkårene for den lovmæssig brug af aromastoffer som tilsætning til fødevarer. Forordningen har retslig gyldighed i Danmark fra den 20. januar 2011. Der er to, centrale krav, som skal overholdes ved al brug af aromastoffer:
1. de må ikke udgøre nogen sikkerhedsrisiko for forbrugerens sundhed, så vidt det kan bedømmes på grundlag af foreliggende, videnskabelige data
2. anvendelsen af aromastoffer må ikke vildlede forbrugeren

## Eksterne links
- eur-lex: Europa-parlamentets og rådets forordning (EF) Nr. 1334/2008 af 16. december 2008 om aromaer og visse fødevareingredienser med aromagivende egenskaber til anvendelse i og på fødevarer Arkiveret 11. januar 2022 hos  Wayback Machine (gældende fra 20. januar 2011)